# Yūsuke Kobayashi
Ne doit pas être confondu avec Yusuke Kobayashi.
Yūsuke Kobayashi (小林 裕介, Kobayashi Yūsuke), né le 25 mars 1985 à Tokyo, est un seiyū japonais.

## Rôles

### Anime
- Food Wars! : Zenji Marui
- Fûka : Yû Haruna
- Re:Zero kara Hajimeru Isekai Seikatsu : Subaru Natsuki
- The Heroic Legend of Arslan : Arslan
- Witchcraft Works : Honoka Takamiya
- Yona : Princesse de l'aube : Soo-Won
- Kenja no mago : Shin Wolford
- Dr.Stone : Senku Ishigami
- Nanatsu no Taizai : Gloxinia
- Fire Force (manga) : Arthur Boyle
- Imōto sae ireba ii. : Itsuki Hashima
- Yarichin Bitch Club : Toono Takashi
- Selector Infected WIXOSS : Kurebayashi Kazuki
- This Art Club Has a Problem! : Subaru Uchimaki
- Darwin's Game : Kaname Sudo
- Love After World Domination : Fûdo Aikawa
- No Longer Rangers : Troupier D

### OVA
- Nozo x Kimi : Kimio Suga

### Doublage
- The Edge of Seventeen : Edwin Kim (Hayden Szeto)
- The Night Shift : Devin Lawson (Jake Elliott)

### Jeux vidéo
- Warriors All-Stars : Opoona
- Show by Rock!! : Chitan
- I-chu : Kuro Yakaku
- Wind Boys! : Iizuka Minato
- Touken Ranbu : Shinano Toushirou
- Akane-sasu Sekai de Kimi to Utau : Takenaka Hanbei
- Final Fantasy: Brave Exvius : Lasswell
- Granblue Fantasy : Kou, The Hanged Man
- Shin Megami Tensei: Liberation Dx2 : Taro Fuse
- Fire Emblem: Three Houses : Byleth (homme)[1]
- Super Smash Bros. Ultimate : Byleth (homme)
- Fire Emblem Warriors: Three Hopes : Byleth (homme)
- Fire Emblem Heroes : Byleth (homme), Erk
- Fire Emblem Engage : Byleth
- BlackStar - Theatre Starless : Ginsei
- Saint Seiya Awakening/Rising Cosmo : Black Swan
- Altdeus: Beyond Chronos : Yamato Amanagi[2]
- Captain Tsubasa Dream Team : Takeshi Kishida
- Honkai Impact 3 (2021) : Kalpas
- Witch on the Holy Night (2022) : Sōjūrō Shizuki[3]
- Arknights : Lumen
- Cookie Run: Kingdom : Werewolf Cookie
- Onmyoji : Jinkougyou
- Ys X: Nordics : Glen Berge[4]